# Apanteles parvicornis
Apanteles parvicornis är en stekelart som beskrevs av De Saeger 1944. Apanteles parvicornis ingår i släktet Apanteles och familjen bracksteklar. Inga underarter finns listade i Catalogue of Life.